# Castelo de Vilafamés
O Castelo de Vilafamés localiza-se no município de Vilafamés, na província de Castellón, comunidade autónoma da Comunidade Valenciana, na Espanha.
Ergue-se no alto de uma colina, a 400 metros acima do nível do mar, em posição dominante sobre a povoação. Em torno do castelo ergue-se uma reduzida vila velha.

## História

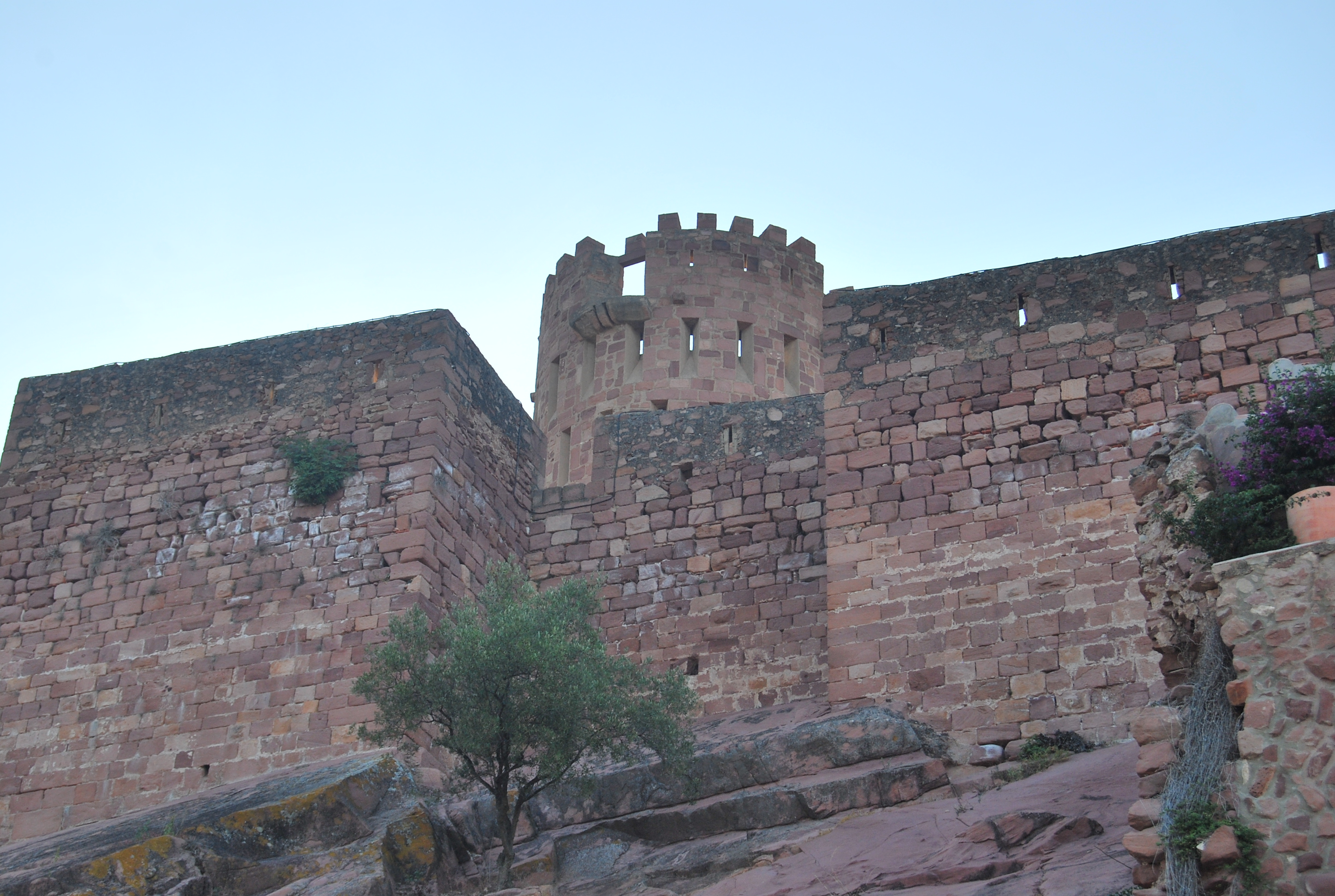
Muralha do Castelo
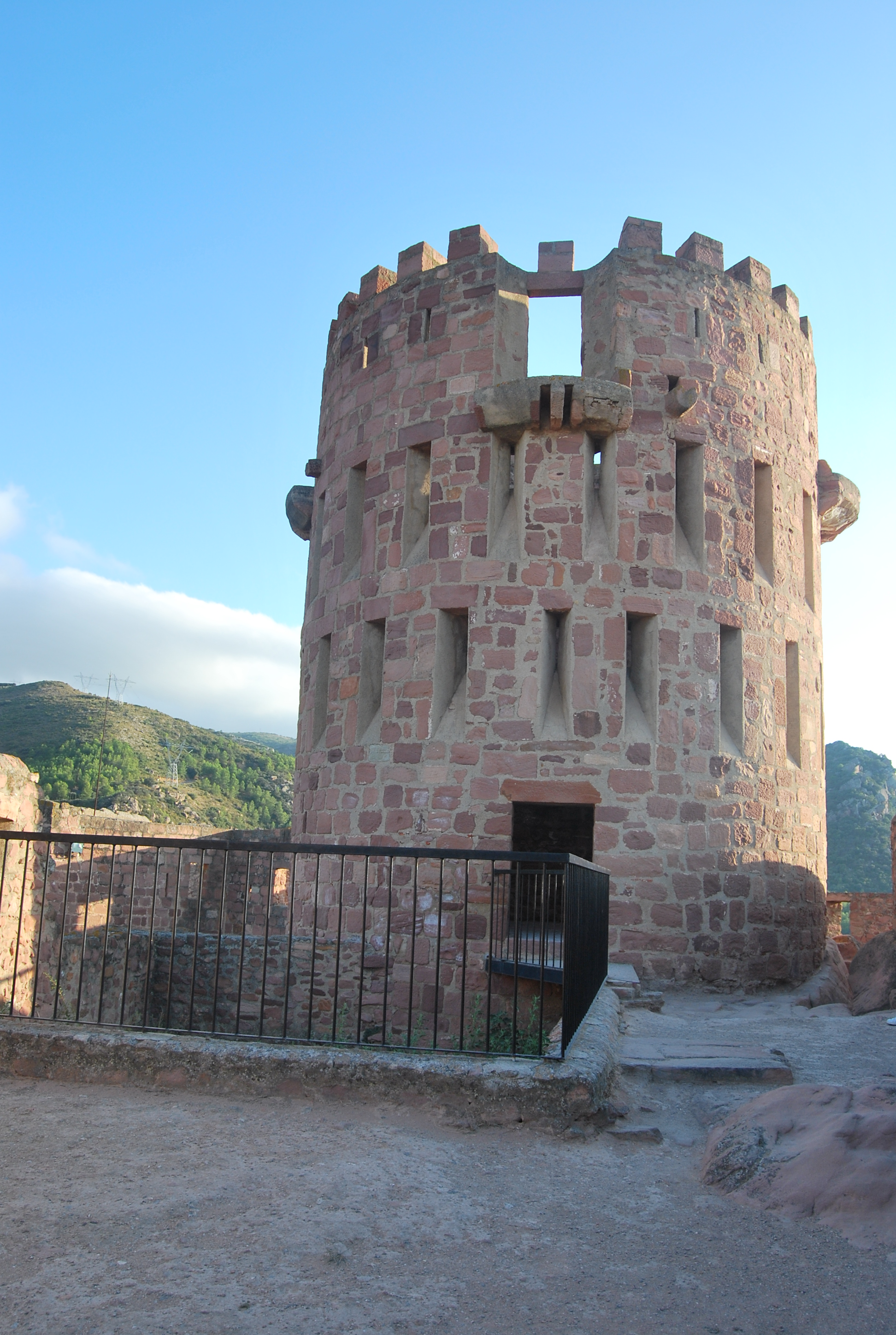
torre com ameias
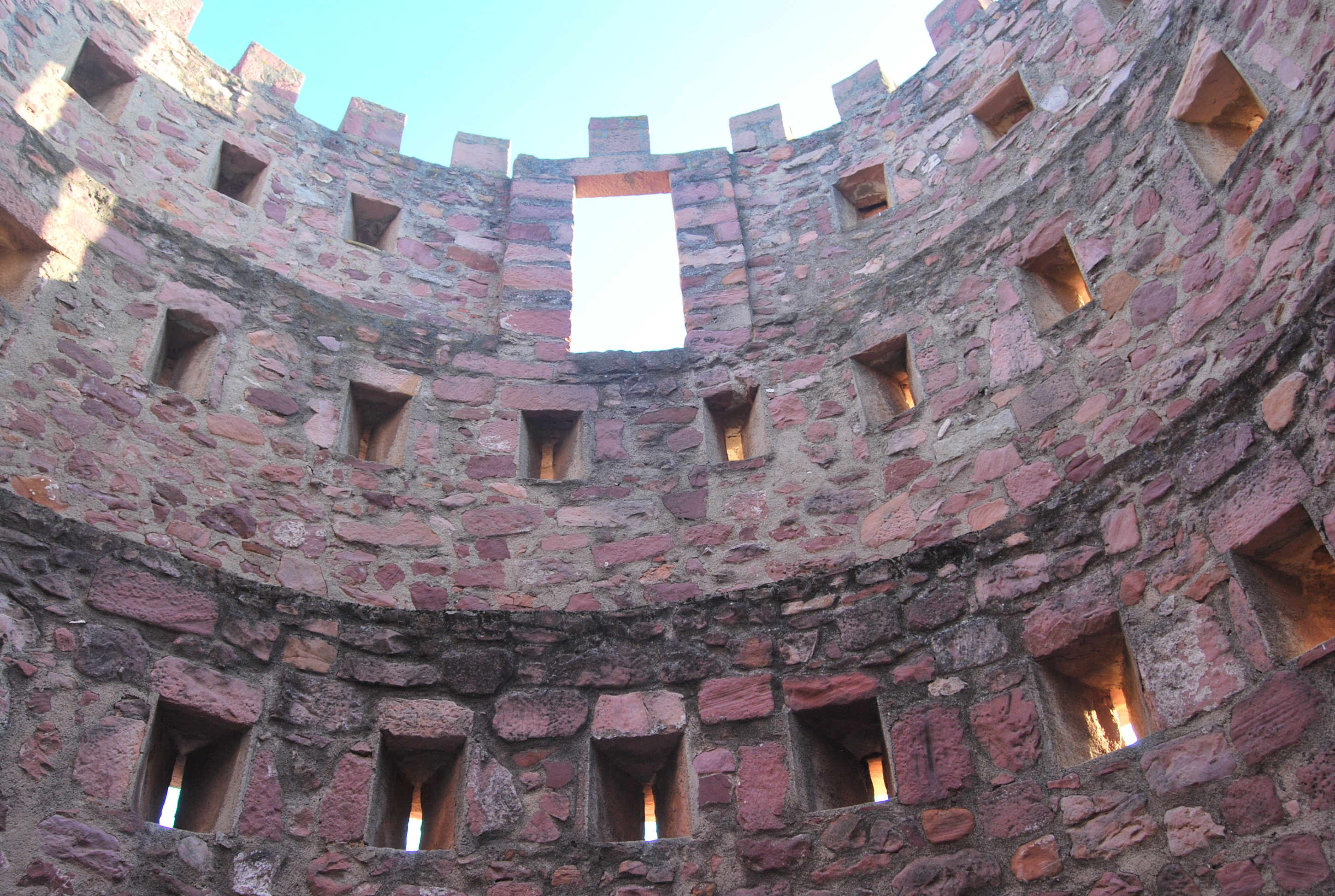
torre Interior ameias
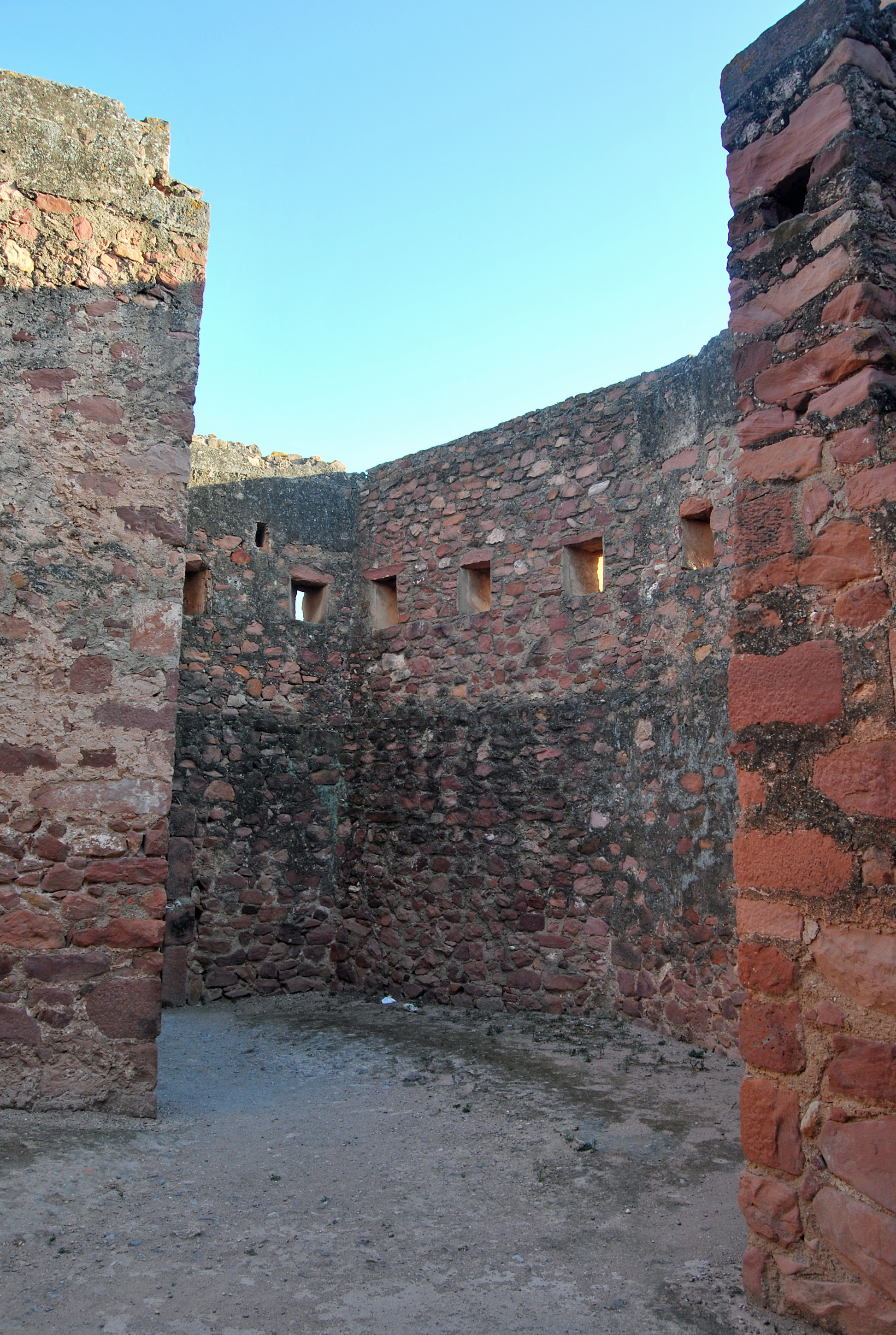
Castelo parede interna
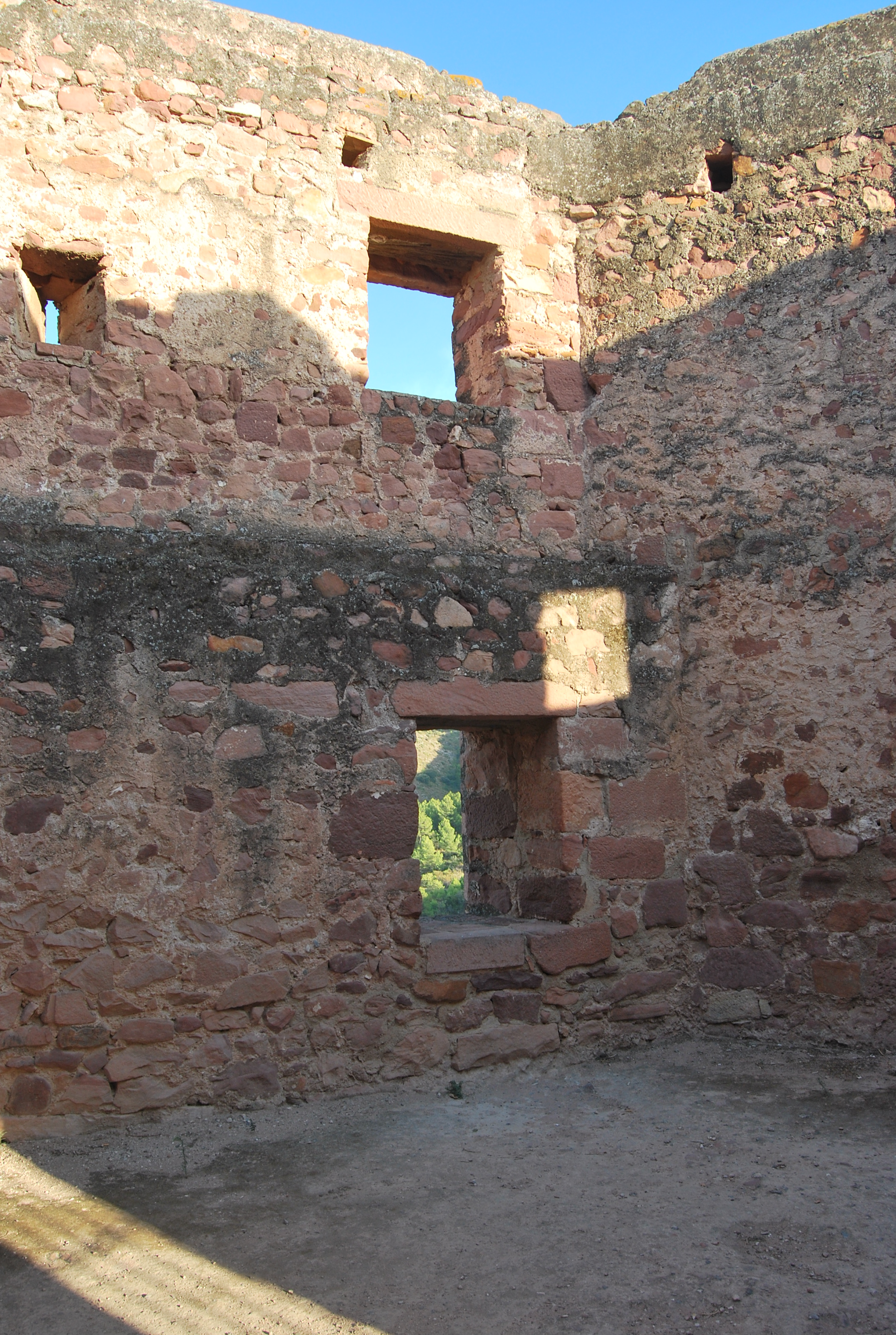
Dentro do castelo

Remonta a uma fortificação muçulmana, conforme o atestam a cimentação do aparelho de seus muros, e as referências documentais a "Beni-Hamez".
No contexto da Reconquista cristã da região, foi tomado pelas forças de Jaime I de Aragão em 1233, vindo a sofrer diversas reformas em seu conjunto, nomeadamente no século XIV, quando o Mestre da Ordem de Montesa impôs aos habitantes de Vilafamés a obrigação de reparar e reforçar as suas defesas.
O castelo foi atacado em diversas ocasiões durante as Guerras Carlistas no século XIX, conjuntura em que as suas defesas foram adaptadas à artilharia, como por exemplo a torre central, de planta circular, que data desse período.
Actualmente encontra-se restaurado, preservando grande parte das antigas estruturas, entre as quais se destacam extensos troços de muralhas, duas torres, dependências apalaçadas diante da torre de menagem, de planta circular, com balcões guarnecidos no passado por matacães e que, hoje se encontram transformados pela intervenção do século XIX, a qual se adicionaram seteiras.

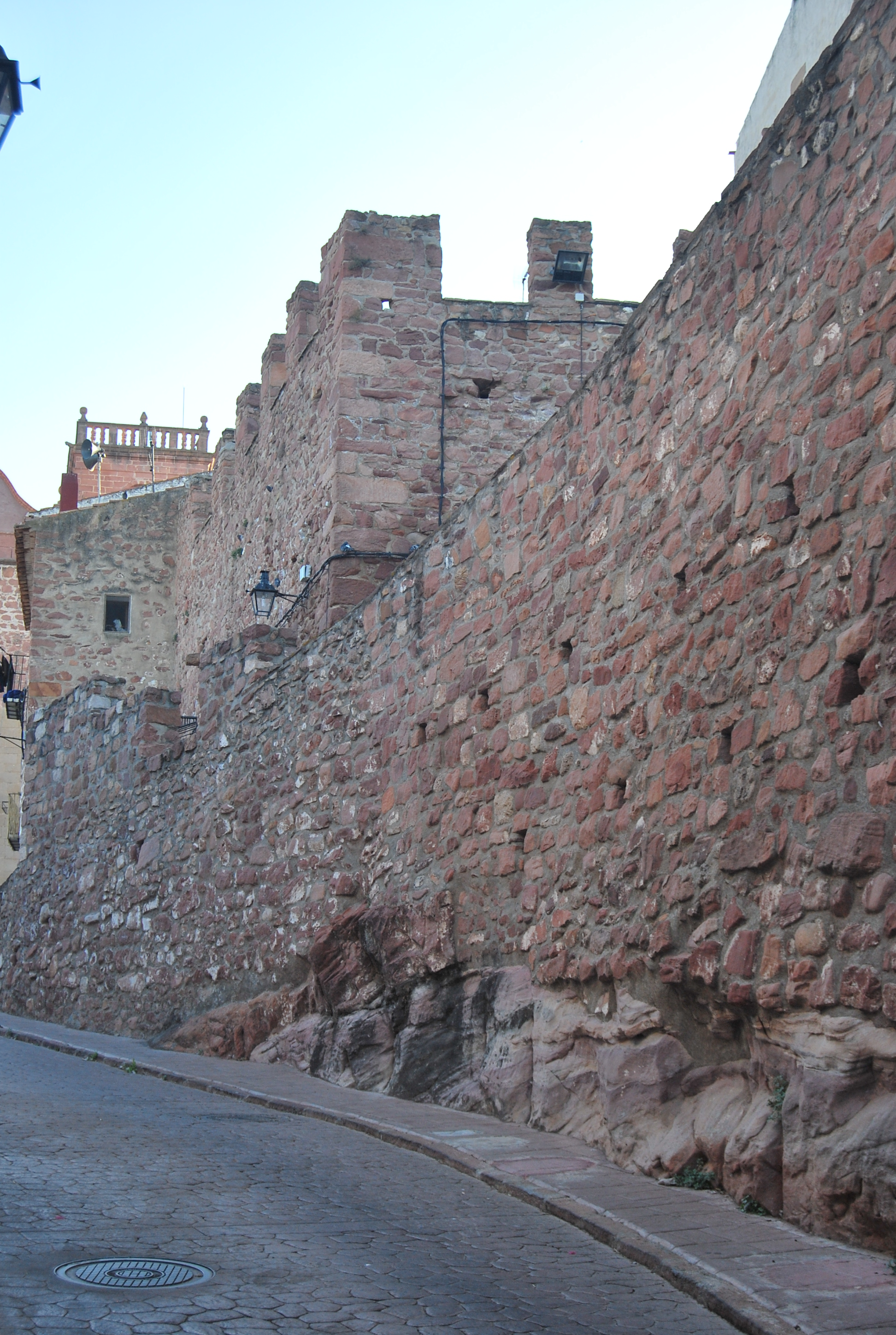
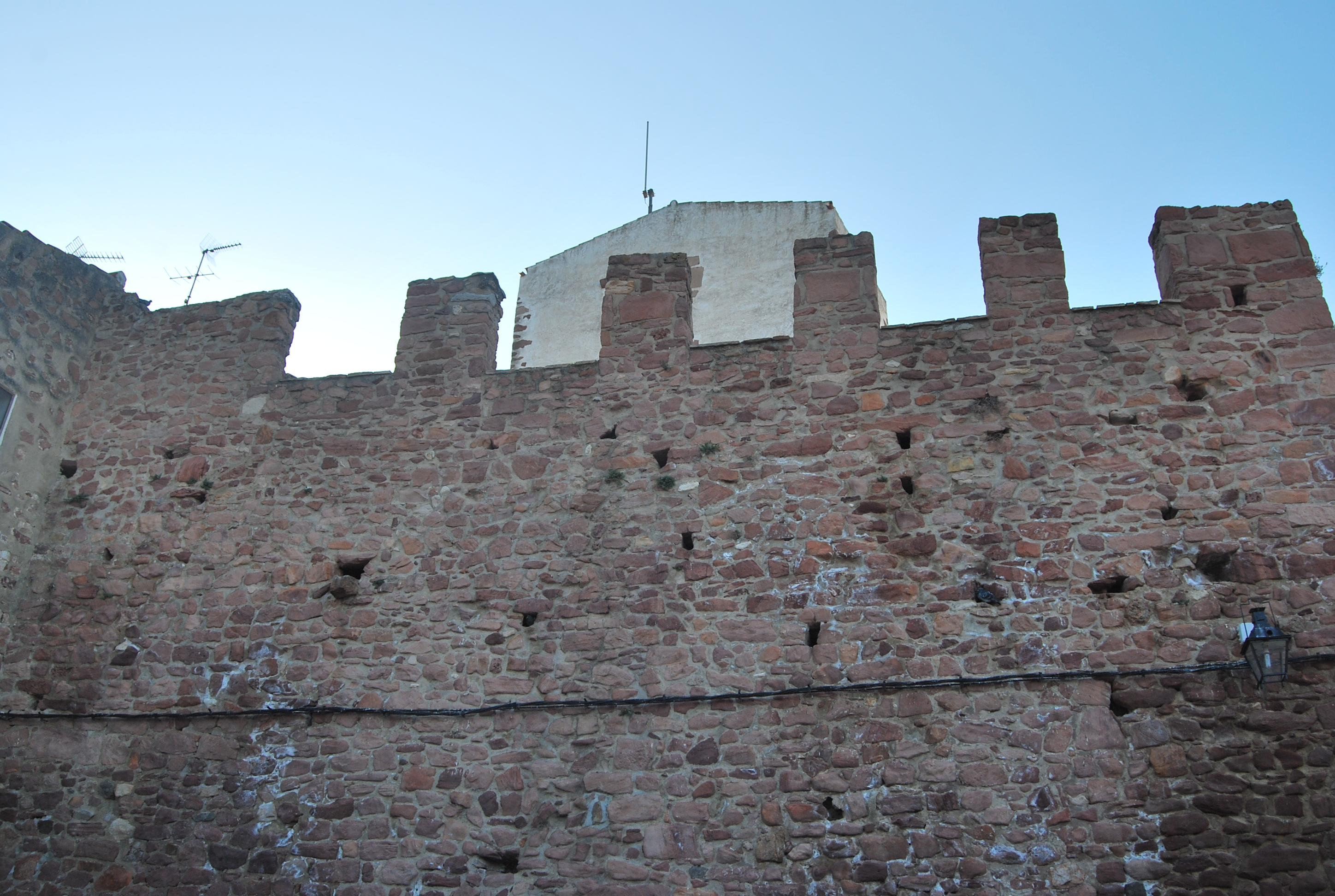
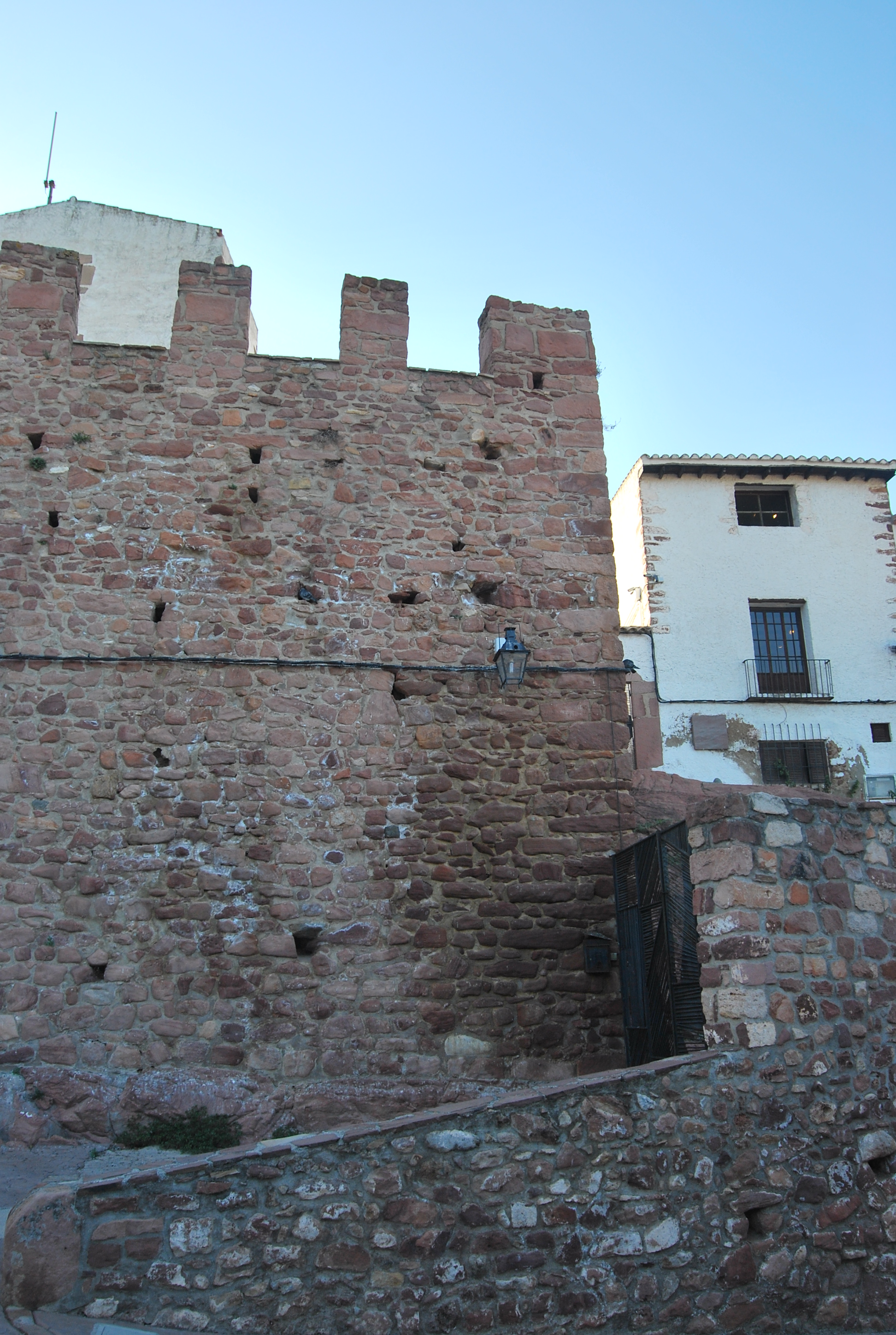

Diante da torre abre-se um espaço rectangular à maneira de um pátio, no qual se conserva uma cisterna, possívelmente o único remanescente do período muçulmano.